# 시정곤
시정곤(柴政坤, 1964년 4월 21일 ~ )은 대한민국의 언어학자이다.
전라북도 (현재의 정읍시) 태인 출신으로 고려대학교 국어교육과를 졸업하였으며, 1988년, 동대학원 국어국문학과에서 〈복합어 형성규칙과 음운현상〉이라는 논문으로, 석사학위를 취득한 후 1993년, 〈국어의 단어형성 원리〉라는 논문으로 동대학원에서 박사학위를 취득하였다.
미국 하버드대학교 언어학과 객원연구원 및 영국 런던대학 SOAS 객원교수를 거쳐, 현재 한국과학기술원 인문사회학부 교수로 재직중이다.

## 저서
- 디지털로 소통하기 (2007)
- 역사가 새겨진 우리말 이야기(우리말이 살아온 모습을 찾아서) (2006)
- 현대국어의 통사론의 탐구 (2006)
- 현대국어의 형태론의 탐구 (2006)
- 응용국어학의 탐구 (2006)
- 한국어가 사라진다면(2023년, 영어 식민지 대한민국을 가다) (2003) (공저)
- 우리말의 수수께끼(역사 속으로 떠나는 우리말 여행) (2002)
- 정보지식혁명과 전문용어  (2001) (공저)
- 논항구조란 무엇인가 (2000)
- 국어의 단어형성 원리 (1994)